# Wuenheim
Wuenheim település Franciaországban, Haut-Rhin megyében. Lakosainak száma 769 fő (2022. január 1.). Wuenheim Soultz-Haut-Rhin, Jungholtz, Hartmannswiller és Wattwiller községekkel határos.

## Népesség
A település népessége az elmúlt években az alábbi módon változott:
| Lakosok száma | 782  | 793  | 818  | 799  | 800  | 799  | 789  | 779  | 769  |
|               | 2013 | 2015 | 2016 | 2017 | 2018 | 2019 | 2020 | 2021 | 2022 |